# Ingalill Persson
Ingalill Birgitta Persson, född 7 januari 1953 i Säter, är en svensk socialdemokratisk politiker och förskollärare.
Hon började engagera sig politiskt i Säters kommun, och var mellan 1995 och 1998 kommunalråd i Falu kommun. Därefter var hon heltidspolitiker i Dalarnas läns landsting i fjorton år, och under sju år landstingsstyrelsens ordförande, tills hon avgick 2016.